# Cuevas del Almanzora
Cuevas del Almanzora es una localidad y municipio español situado en la parte nororiental de la comarca del Levante Almeriense, en la provincia de Almería. A orillas del mar Mediterráneo, este municipio limita con los de Pulpí, Huércal-Overa, Antas y Vera. Cuenta con una población de 15 246 habitantes (INE 2024).

## Toponimia
Hasta el siglo XIX se conoce como Cuevas del Marqués, debido a que pertenecía al linaje del marquesado de los Vélez desde el siglo XVI. En el siglo XVIII también se observaba la denominación Cuevas de Baza por pertenecer al partido judicial de Baza. El 4 de mayo de 1930 produjo el cambio en la denominación de Cuevas de Vera por la denominación actual de Cuevas del Almanzora.

## Geografía física

### Ubicación
Está integrado en la comarca de Levante Almeriense, situándose a 96 kilómetros de la capital provincial. Limita al norte con Huércal-Overa y Pulpí, al sur con Vera y Antas, al este con el mar Mediterráneo y al oeste con Antas y Huércal-Overa, nuevamente.
El relieve del municipio es accidentado, contando con una sierra interior (Sierra de Almagro), dos intermedias al noreste (Sierra de los Pinos, 469 metros; sierra del Costillarico, 325 metros) y otra paralela a la costa (Sierra Almagrera, 368 metros), además del valle del río Almanzora, que tras represar sus aguas en el embalse de Cuevas del Almanzora, continúa su recorrido hacia el mar Mediterráneo. La altitud del municipio oscila entre los 714 metros (cerro Cucharón), en la Sierra de Almagro y el nivel del mar. El pueblo se alza a 88 metros sobre el nivel del mar.
| Noroeste: Huércal-Overa      | Norte: Huércal-Overa y Pulpí | Noreste: Pulpí            |
| Oeste: Huércal-Overa y Antas |                              | Este: Mar Mediterráneo    |
| Suroeste: Antas              | Sur: Vera                    | Sureste: Mar Mediterráneo |

### Riesgos naturales
El municipio de Cuevas del Almanzora cuenta con un PTEL que cumple con la Ley 5/2010 sobre autonomía local.

## Naturaleza

### Clima

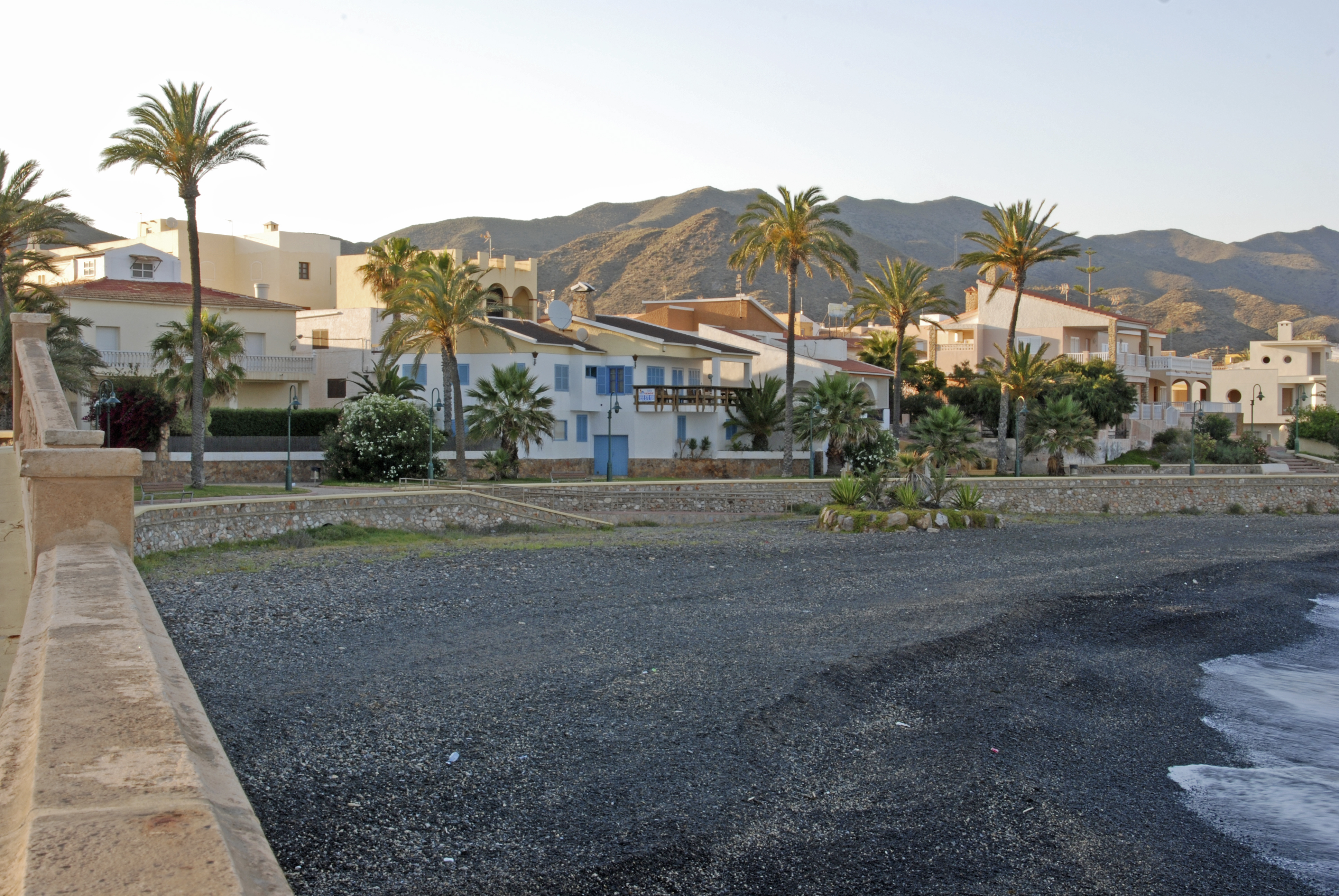
Cala Verde en el paseo marítimo de Villaricos.

Las temperaturas suelen mantenerse estables a lo largo del año, mientras que las precipitaciones se concentran entre los meses de octubre hasta abril, siendo la media anual de 200 mm. En ocasiones, las precipitaciones se muestran en forma de lluvias torrenciales, ocasionando riadas peligrosas, como la ocurrida a finales del siglo XX (concretamente en 1973) causaron el desbordamiento del río Almanzora, inundando cultivos y núcleos de población. Esta última riada dio lugar a la construcción un sistema de canalización del río y de una presa, con objeto de controlar el caudal en periodos de alta pluviosidad.

### ZEC Sierras de Almagrera, de los Pinos y el Aguilón.
Casi 6000 ha de los municipios de Cuevas del Almanzora y Pulpí quedan protegidas en la Zona de Especial Conservación (ZEC) de Sierras de Almagrera, de los Pinos y el Aguilón y Cuevas del Almanzora aporta el 75 % de la superficie de la ZEC. Se trata de un abrupto paisaje llamativo de matorral con arbolado y con diversidad biológica derivada de su condición de sierras litorales, con contraste entre las zonas de solana y umbría. La sierra Almagrera tiene su cumbre en el pico Tenerife (366 m s. n. m. ) y la sierra de los Pinos en el cerro el Pinar (469 msnm).
En cuanto a la flora, en las umbrías se observan ejemplares de pino carrasco y en las solanas de las tres sierras excepcionales cornicales (Periploca laevigata) y azufaires, así como espartales y tomillares, estepas salinas y las comunidades rupícolas. En cuanto a la fauna, señalar que en estas sierras se conserva una de las últimas poblaciones bien conservadas de tortuga mora y ejemplares valiosos de erizo moruno y el Lagarto ocelado. Señalar la riqueza mineral de las sierras que fue explotada en el siglo XIX, con el rico filón de galena argentífera del barranco del Jaroso y la presencia del mineral de jarosita.

### ZEIPIM Fondos Marinos del Levante Almeriense
La Zona Especialmente Protegida de Importancia para el Mediterráneo (ZEIPIM) de Fondos Marinos del Levante Almeriense consiste en una amplia banda litoral de 50 km de largo frente a la costa de Cuevas de Almanzora y otros municipios del Levante Almeriense. Se caracteriza por la naturalidad de sus ricos y diversos fondos marinos, con importante presencia de las praderas de posidonia oceánica más extensas de Andalucía y la existencia de tortuga marina.

## Historia

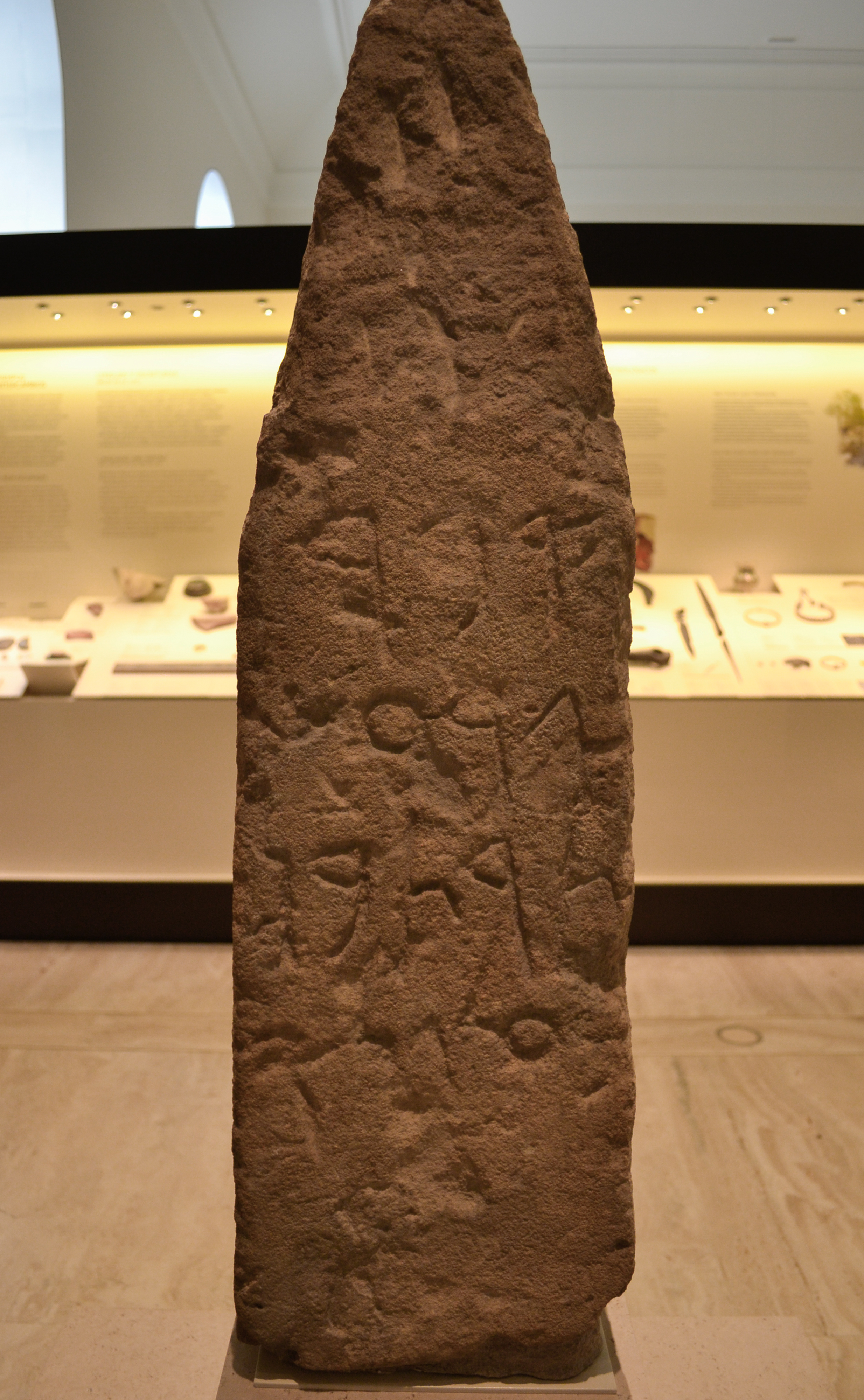
Estela de Villaricos. Estela púnica de la necrópolis de Baria. Museo Arqueológico Nacional

Gracias a los trabajos del arqueólogo Luis Siret de principios del siglo XX se identificaron sitios y yacimientos arqueológico en Cuevas del Amanzora. Del periodo musteriense datan los hallazgos de Cueva de la Zájara, depositados en el Museo Arqueológico Nacional. Las investigaciones de Siret dieron nombre a la Cultura del Argar en la edad de Bronce poblando el sureste de la península ibérica. Sus ritos funerarios son característicos, con sepulturas en sitiadas en los asentamientos argáricos. Señalar los importantes yacimientos arqueológicos argáricos en Cuevas del Almanzora como Almizaraque, El Oficio y Fuente Álamo.
El poblamiento en Baria, cuyas ruinas se identifican en Villaricos, parece iniciarse en el siglo VII a. C. por lo que se trataría de una población de fundación fenicia. Se trata de una población que perduró durante el periodo romano y tardoantiguo y fue abandonada en época del Emirato de Córdoba. Baria gozaba de una excelente ubicación en la desembocadura del río Almanzora y disponía de recursos agrícolas y mineros para su comercio marítimo.
En las campañas de 1488 de la Guerra de Granada el Adelantamiento de Murcia toma las villas de Huéscar, Cuevas, Huércal, Overa, Los Vélez y Vera. En 1495 Cuevas fue entregada al Condestable de Navarra, para volver después a la Corona, que en 1503 la entregó junto a Portilla y los Vélez al Adelantado de Murcia Pedro Fajardo a cambio de la ciudad de Cartagena. En este momento se integran en la jurisdicción del señorío del marquesado de los Vélez con el nombre de Cuevas del Marqués. Durante todo el siglo XVI la franja costera sería muy insegura, al acecho de los piratas berberiscos gracias al conocimiento que aportaban los moriscos expulsados tras la Rebelión de las Alpujarras y trajo consigo la repoblación con vecinos procedentes de Murcia. El 28 de noviembre de 1573 Cuevas del Almanzora, Bédar y las poblaciones hoy desaparecidas de Teresa (Turre) y Cabrera sufrieron el saqueo por parte de los piratas berberiscos, que incluyó el cautiverio en Tetuán de 250 vecinos. Los ataques de la piratería berberisca, así como la corsa y turca fueron frecuentes en el siglo XVII.
A mediados del siglo XVIII la obra de Vicente Tofiño San Miguel señala la Torre de Villaricos donde fondean algunas embarcaciones pequeñas para aprovisionarse de barilla para la producción de sosa. La villa de Cuevas de Baza perteneció al partido de Baza, que era el segundo en extensión del Reino de Granada, en 1787 contaba con 6673 habitantes, pertenecía a la jurisdicción eclesiástica del Obispado de Almería y al señorío del marqués de Los Vélez.

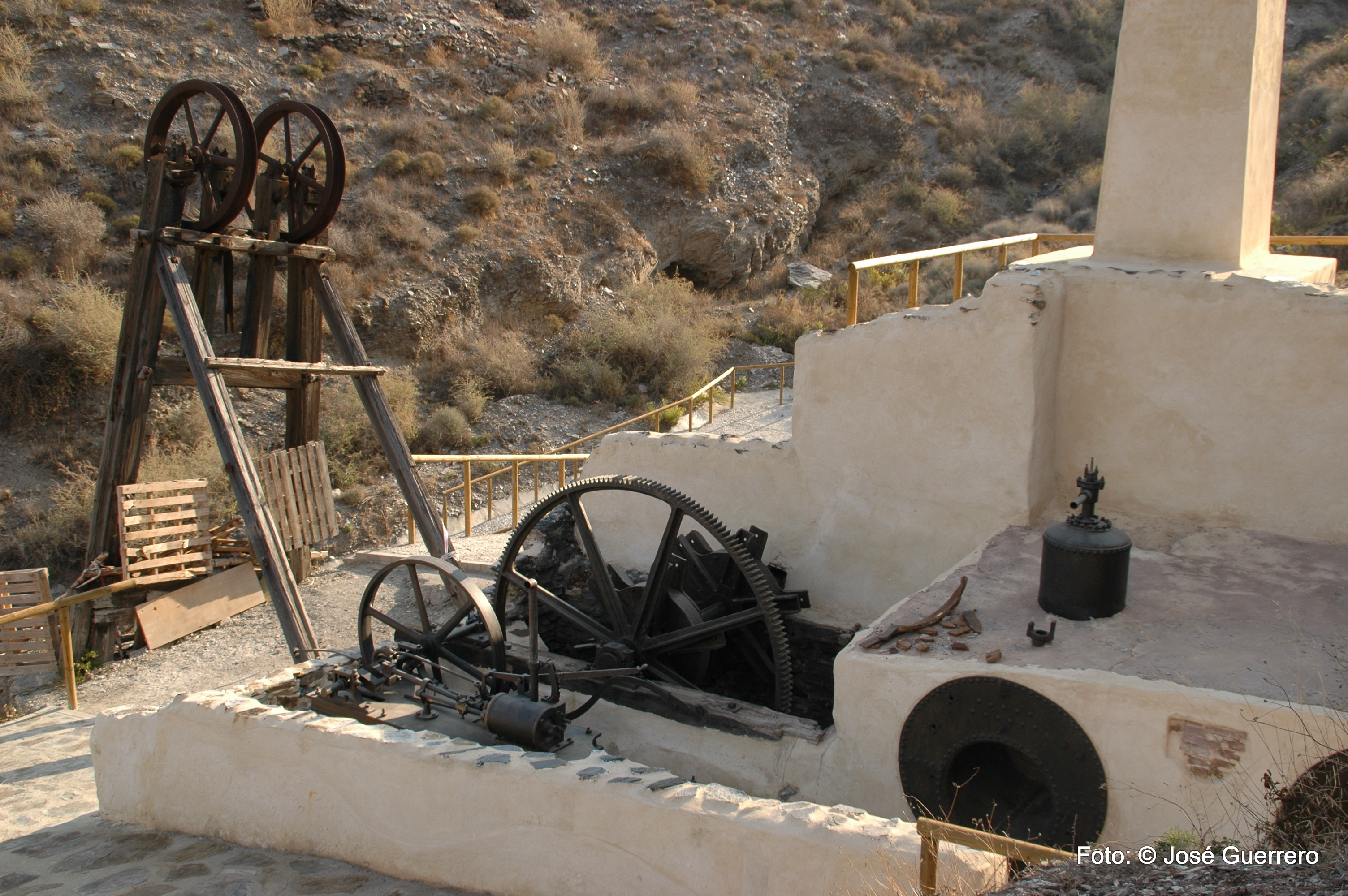
Máquina de Vapor Fija (1873) Barranco del Chaparral en sierra Almagrera

En 1838 se descubre el rico filón aflorante de galena argentífera del barranco Jaroso en sierra Almagrera. El hallazgo se atribuye a Miguel Soler Molina, que procedía de una de las familias más notables de Cuevas, y que sería propietario de Carmen, la primera concesión minera de sierra Almagrera y participaría en la creación de fundiciones como la Contra Viento y Marea, Carmelita o Soler. Durante cincuenta años, hasta 1889, duraría el esplendor de la minería de sierra Almagrera debido a la calidad de las menas y los altos precios en los mercados internacionales. Sin embargo, hay que señalar que la presencia de plata y la legislación establecida en la Ley de Minas de 1825 dieron lugar a explotaciones atomizadas, explotadas de manera irracional y codiciosa por mineros que, salvo en contadas ocasiones, no supieron asociarse para acometer las inversiones necesarias para solventar los retos de estas explotaciones. El principal fue la aparición en 1843 de agua salinizada a 30 m.s.n.m que se solventaría con desagües y el problemático bombeo del agua desde cada pozo de extracción. Las cinco minas ricas del barranco Jaroso fueron Carmen, Ánimas, Esperanza, Estrella y Observación, que fue asesorada por el ingeniero de minas Joaquín Ezquerra. Se calcula que se llegó a producir 2 Mt. de mineral de plomo, 1 Mt. de carbonatos de hierro y 35 000 t de baritinas. Aunque en los inicios de la explotación minera el mineral era enviado a la moderna fundición de Adra después se establecieron numerosas fundiciones para el beneficio del mineral junto a las explotaciones y cuyas chimeneas, galerías de condensación, escoriales o instalaciones constituyen parte del patrimonio industrial del Levante Almeriense, siendo La Fundición Nueva la mejor conservada. El embarcadero de Garrucha se empleaba para la exportación de las barras de plomo y demás productos de la mina, así como para el aprovisionamiento general. A consecuencia de este esplendor económico en Cuevas del Almanzora edificaron suntuosas residencias, ampliaron plazas, se abrieron teatros, círculos, casinos, centros educativos y periódicos como El Minero de Almagrera. De esta época data por ejemplo el Palacete de Torcuato Soler Bolea, actual Ayuntamiento, o la edificación neoclásica del Palacio del Almanzora (Cantoria) por Antonio Abellán y Peñuela, industrial minero metalúrgico cuevano. En 1880 llegó movido por su hermano Enrique el ingeniero de minas belga Luis Siret para trabajar en la Compañía de Minas Sierra Almagrera, y sus trabajos arqueológicos le convirtieron en el arqueólogo más importante en España en el siglo XIX e inicios del XX. A partir de 1890 la caída de los precios, más de un 30 % en el caso del plomo, y la paralización de los desagües de los barrancos Jaroso y Francés supusieron la decadencia de la minería de sierra Almagrera hasta el cierre de las últimas explotaciones en 1935.
El 17 de enero de 1966 se produjo el incidente de Palomares, un accidente aéreo entre aviones de la Fuerza Aérea de Estados Unidos.
A partir del último tercio del siglo XX las poblaciones de la franja litoral de Cuevas del Almanzora se convirtieron además en pequeños núcleos turísticos de la Costa de Almería. Señalar las infraestructuras turísticas del campo de golf Desert Springs y el puerto deportivo de Villaricos. Durante el boom inmobiliario de principios del siglo XXI los problemas con licencias urbanísticas irregulares afectaron a ocho mil viviendas y se produjo la amenaza del el sitio arqueológico de Baria. Señalar asimismo la importancia de la agricultura con cultivos de cítricos y productos hortofrutícolas de temporada.

## Geografía humana

### Organización territorial
Además de la cabecera municipal, Cuevas del Almanzora cuenta también con varias entidades de población según el nomenclátor publicado por el Instituto Nacional de Estadística: El Alhanchete, Era Alta, Los Pinares, Burjulú, Cuatro Higueras, La Rioja, Los Algarrobos, El Calguerín, Las Cupillas, Jordana, Cañada de Lorca, Cunas, Desert Spring Golf, Las Orillas, La Algarrobina, Grima, Canalejas, Guazamara, Los Guiraos, El Largo, El Vizcaíno, Los Lobos, El Molino del Tarahal, Los Perdigones, El Pozo del Esparto, Cala Panizo, El Calón, El Tomillar, Puente Jaula, Aljarilla, El Martinete, Los Silos, Las Herrerías, La Mulería, Los Pocos Bollos, El Arteal, Las Rozas, Palomares, Arnilla, Jucainí, La Portilla, El Morro, El Realengo, El Rulador, La Ballabona, Cirera y Villaricos.
Existe también en Cuevas del Almanzora un despoblado llamado El Arteal.

### Demografía
Cuenta con una población de 15 246 habitantes (INE 2024).
| Gráfica de evolución demográfica de Cuevas del Almanzora entre 1842 y 2021 |
| |
| Población de derecho según los censos de población del INE. Población de hecho según los censos de población del INE.En este censo se denominaba Cuevas: 1842. En estos censos se denominaba Cuevas de Vera: 1857, 1860, 1877, 1887, 1897, 1900, 1910 y 1920. |

| Nacionalidad | Hombres | Mujeres | Total  | %      | Proporción |
| ------------ | ------- | ------- | ------ | ------ | ---------- |
| Española     | 5388    | 5324    | 10 712 | 72.4 % |            |
| Extranjera   | 2278    | 1800    | 4078   | 27.5 % |            |

### Comunicaciones

#### Carreteras
Las principales vías que comunican el municipio son la Autovía del Mediterráneo (A-7) que comunica Cuevas del Almanzora en un sentido con Huércal-Overa y en la Región de Murcia, Puerto Lumbreras, Lorca y Murcia además de la Comunidad Valenciana. Y en el otro sentido con Antas, Vera, Los Gallardos, Níjar, aeropuerto de Almería y Almería capital.
También discurre la Autopista del Mediterráneo (AP-7) (Autopista de peaje del Mediterráneo) en un sentido hacia Vera. En Vera conecta con la A-7 hasta Almería por la costa. En el otro sentido hacia Pulpí y en la Región de Murcia con Águilas, la pedanía de Calabardina, la pedanía lorquina de Ramonete, Mazarrón, Fuente Álamo de Murcia y Cartagena, pasando después por el aeropuerto de San Javier en la Región de Murcia y Comunidad Valenciana:Crevillente en la provincia de Alicante. Conecta también con la A-7 hacia Elche en la provincia de Alicante y Alicante además de toda la costa mediterránea española hacia el norte hasta la frontera francesa.
| Identificador | Denominación                                 | Itinerario                                                         |
| ------------- | -------------------------------------------- | ------------------------------------------------------------------ |
|               | Autopista del Mediterráneo                   | Guadiaro (Provincia de Cádiz) - La Junquera (frontera con Francia) |
|               | Autovía del Mediterráneo                     | Algeciras-Barcelona                                                |
| A-332         | Cuevas de Almanzora-San Juan de los Terreros | Cuevas del Almanzora- Límite autonómico con la Región de Murcia.   |
| A-352         | Cuevas de Almanzora-Garrucha                 | Cuevas del Almanzora - Garrucha                                    |
| A-1201        | A-332 - Pulpí - Región de Murcia             | Los Lobos ( A-332 ) - Pozo de la Higuera (Pulpí)                   |

También transcurren por el término municipal, las carreteras provinciales: AL-7107 que pasa por la costa de Cuevas del Almanzora (Pozo del Esparto), Cala Panizo, El Calón, Villaricos y Palomares (Bajo) llegando comunicándolas en un sentido con Garrucha y en otro con San Juan de los Terreros. AL-8106 une Villaricos con Las Herrerías. AL-8105 une la A-332 (en el Perejil), Burjulú, Las Herrerías, La Mulería y la A-332. AL-8104 ALP-212 une la A-352 (en Los Silos), Las Orillas, Las Cunas, Desert Springs y Palomares. ALP-118 une Cala Panizo, Pozo del Esparto) y conecta a la AL-7107.

### Economía

#### Evolución de la deuda viva municipal
El concepto de deuda viva contempla sólo las deudas con cajas y bancos relativas a créditos financieros, valores de renta fija y préstamos o créditos transferidos a terceros, excluyéndose, por tanto, la deuda comercial.
| Gráfica de evolución de la deuda viva del Ayuntamiento de Cuevas del A. entre 2008 y 2023                |
| |
| Deuda viva del Ayuntamiento de Cuevas del A., en miles de euros, según datos del Ministerio de Hacienda. |

## Símbolos

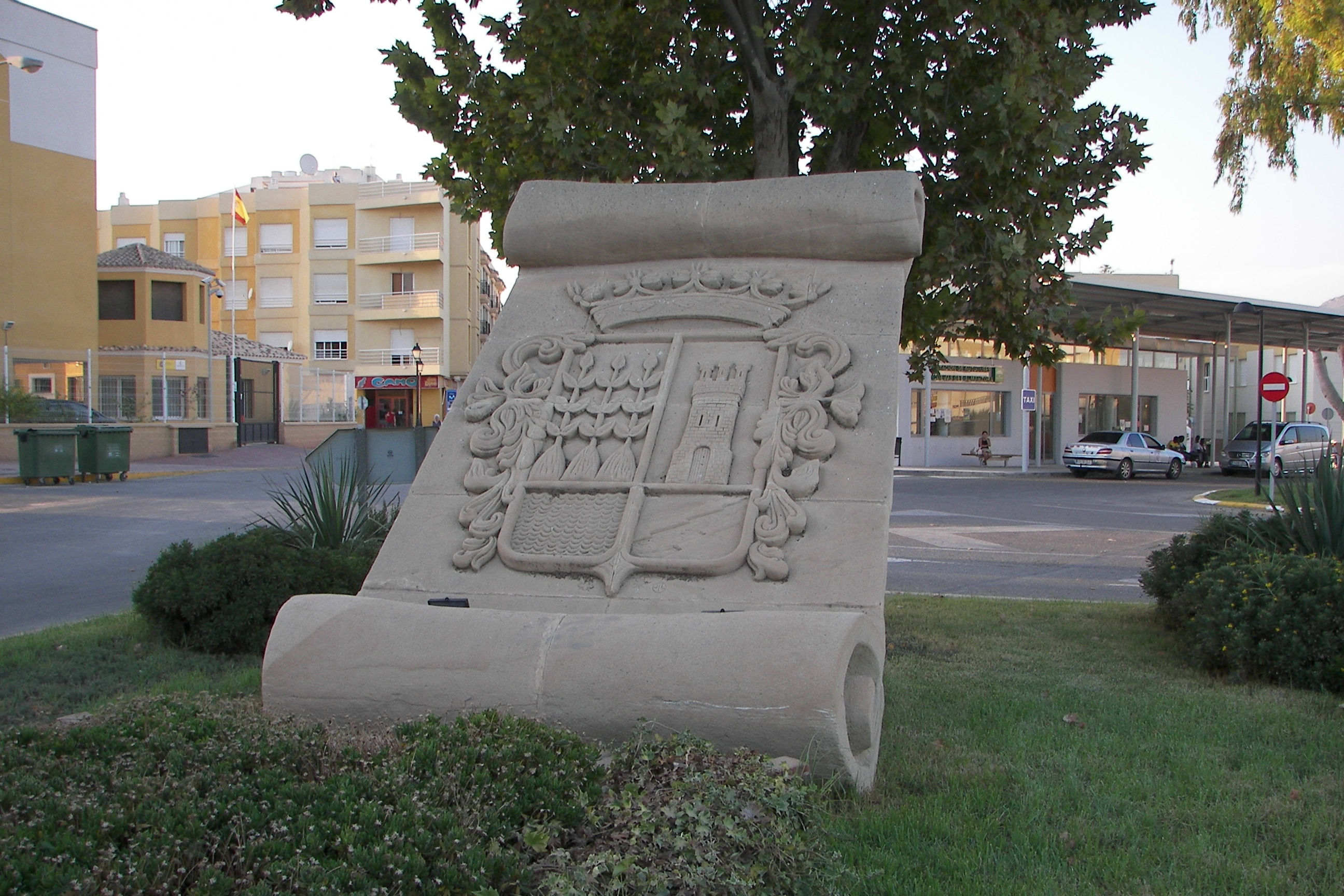
El escudo de Cuevas del Almanzora en la entrada de la localidad.

Cuevas del Almanzora cuenta con un escudo propio adoptado oficialmente el 30 de septiembre de 1958.

### Escudo
Su descripción heráldica es la siguiente:

Escudo partido. Primero, de oro (amarillo), tres peñas en su color sobre ondas de plata (blanco) y azur (azul), cada peña sumada de una mata de ortiga de sinople (verde) de siete hojas cada una. Segundo, de sinople, un castillo terrazado al natural, la terraza atravesada por un río. Entado en punta, de plata, una granada al natural. Al timbre, corona de marqués.

El primer cuartel son las armas de la familia de los Fajardo, Marqueses de los Vélez, a cuya jurisdicción perteneció el municipio. El castillo es el existente en la localidad. El río evoca al Almanzora. Por último, la granada alude al Reino de Granada, al que perteneció la localidad.

## Política

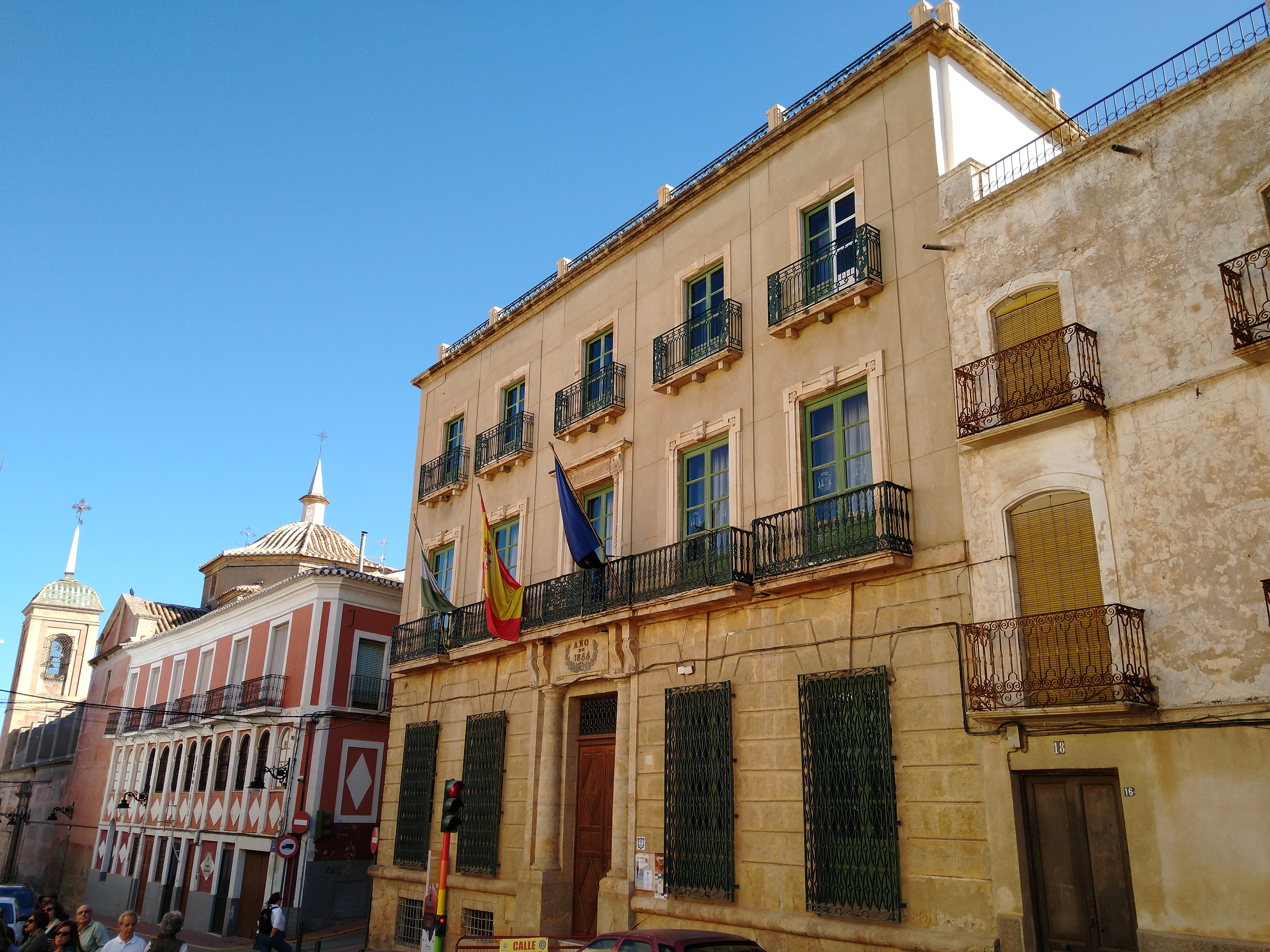
El Palacete de Torcuato Soler Bolea. Actual Ayuntamiento

Los resultados en Cuevas del Almanzora de las últimas elecciones municipales, celebradas en mayo de 2023, son:
| Elecciones Municipales - Cuevas del Almanzora (2023) | Elecciones Municipales - Cuevas del Almanzora (2023)    | Elecciones Municipales - Cuevas del Almanzora (2023) | Elecciones Municipales - Cuevas del Almanzora (2023) | Elecciones Municipales - Cuevas del Almanzora (2023) |
| Partido político                                     | Partido político                                        | Votos                                                | % Votos                                              | Concejales                                           |
| ---------------------------------------------------- | ------------------------------------------------------- | ---------------------------------------------------- | ---------------------------------------------------- | ---------------------------------------------------- |
|                                                      | Partido Socialista Obrero Español (PSOE)                | 3773                                                 | 61,40 %                                              | 11                                                   |
|                                                      | Partido Popular (PP)                                    | 2322                                                 | 37,79 %                                              | 6                                                    |
|                                                      | Ciudadanos (Cs)                                         | -                                                    | -                                                    | 0                                                    |
|                                                      | Izquierda Unida-Cuevas del Almanzora para la Gente (IU) | -                                                    | -                                                    | 0                                                    |
|                                                      | Podemos (PODEMOS)                                       | -                                                    | -                                                    | 0                                                    |

### Alcaldes
| Legislatura     | Nombre                  | Grupo |
| --------------- | ----------------------- | ----- |
| 1979-1983       | Juan Soler Mula         | UCD   |
| 1983-1987       | Andrés Fernández Castro | PSOE  |
| 1987-1991       | Antonio Llaguno Rojas   | PSOE  |
| 1991-1995       | Antonio Llaguno Rojas   | PSOE  |
| 1995-1999       | Antonio Llaguno Rojas   | PSOE  |
| 1999-2003       | Jesús Caicedo Bernabé   | PP    |
| 2003-2007       | Jesús Caicedo Bernabé   | PP    |
| 2007-2011       | Jesús Caicedo Bernabé   | PP    |
| 2011-2015       | Jesús Caicedo Bernabé   | PP    |
| 2015-2019       | Antonio Fernández Liria | PSOE  |
| 2019-2023       | Antonio Fernández Liria | PSOE  |
| 2023-Actualidad | Antonio Fernández Liria | PSOE  |

## Servicios públicos

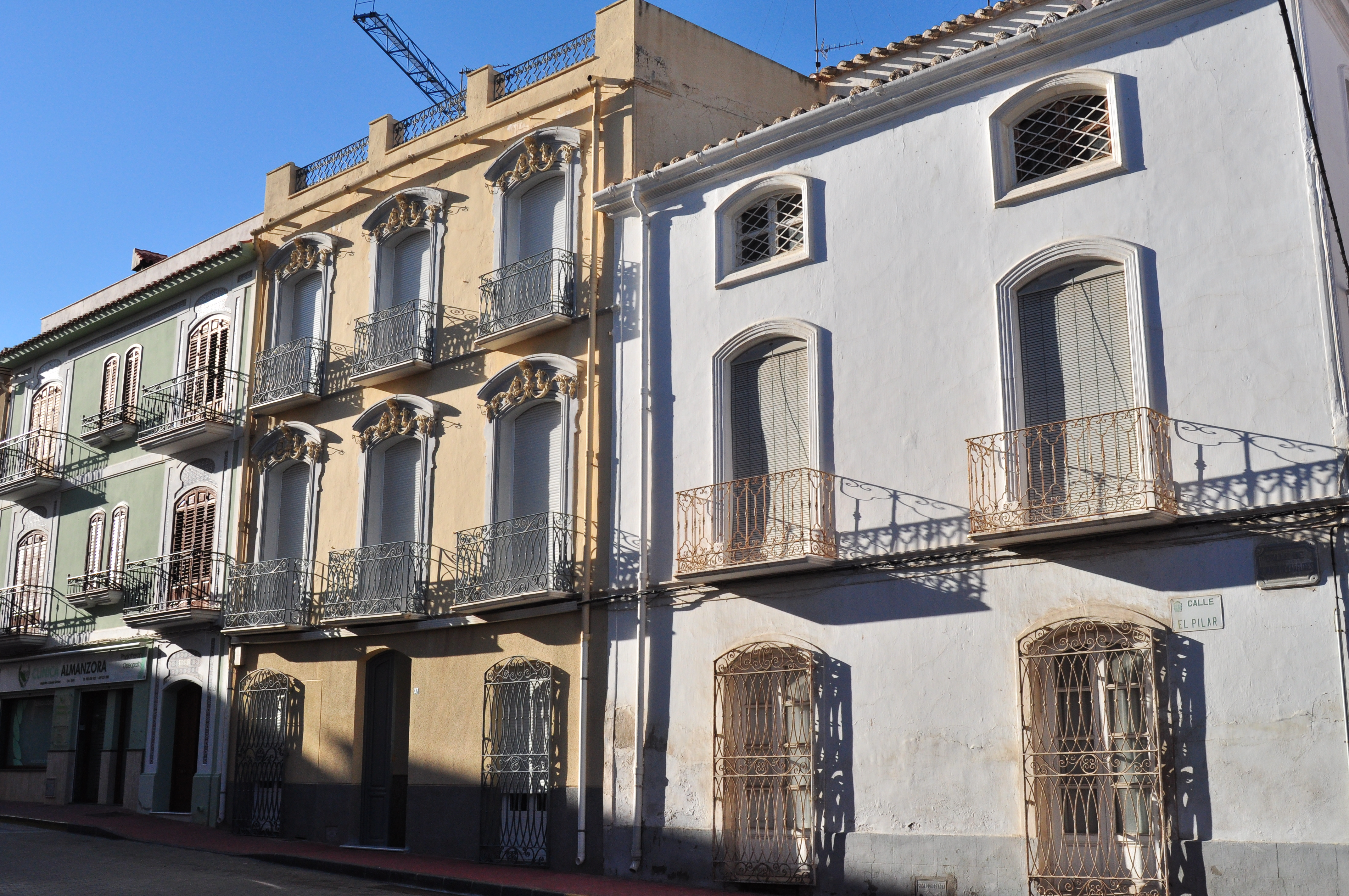
Casas de Cuevas del Almanzora edificadas durante el esplendor minero y metalúrgico del

### Sanidad
Se encuentra dentro del área de gestión sanitaria Norte de Almería, y su hospital de referencia es el Hospital La Inmaculada. Está dotada de un centro de salud en Cuevas del Almanzora y consultorios médicos en Guazamara, Palomares y Villaricos. Además, las poblaciones de El Largo y Los Lobos se sirven de consultorios auxiliares.

### Educación
Está dotada de cinco centros de educación infantil y primaria (CEIP): Álvarez de Sotomayor, Ntra. Sra. del Carmen, Encarnación Asensio Granados, Ntra. Sra del Rosario (Guazamara) y Alarcón Fernández de Arellano (Palomares). Además, en Cuevas del Almanzora se encuentra el Instituto de Educación Secundaria (IES) El Jaroso y el centro privado Osiris Center de formación profesional. En la población de Villaricos existe un centro público rural (CPR). Además, está dotada del centro de educación de adultos Dolores Bernal Martínez. En cuanto a educación musical existe la escuela municipal de música Cuevas del Almanzora y el conservatorio profesional de música Miguel Caparrós Belmonte.

### Suministros
Está dotada con la desaladora de Cuevas del Almanzora y el Embalse de Cuevas del Almanzora.

### Patrimonio

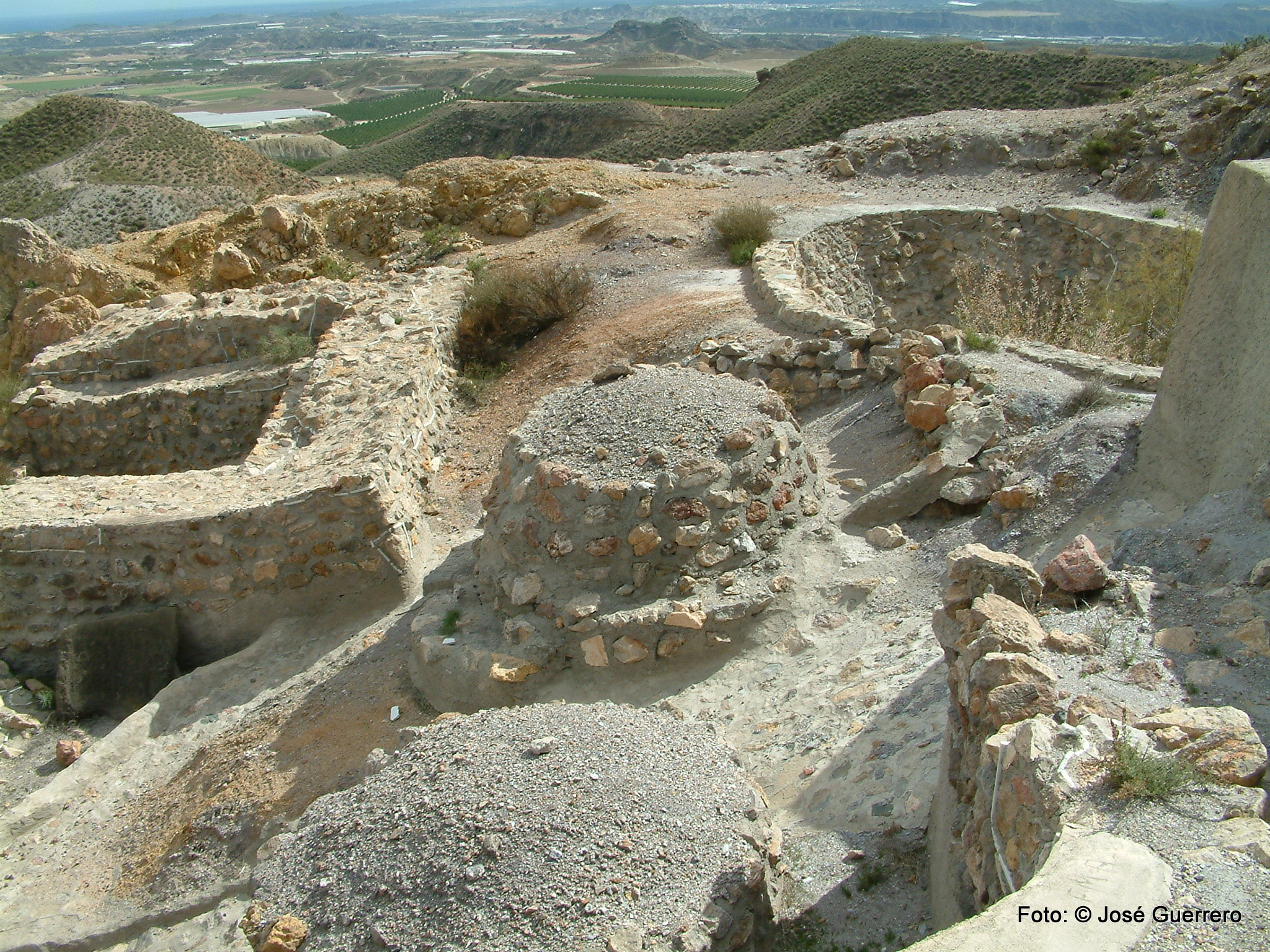
Yacimiento arqueológico de Fuente Álamo.

## Cultura

### Bienes de Interés Cultural
Son bienes de interés cultural los siguientes:
- Yacimiento arqueológico de Almizaraque en Las Herrerías (Edad del Cobre).
- Yacimiento de Arqueológico de Fuente Álamo.
- Yacimiento arqueológico de Baria en Villaricos.
- Castillo de Cuevas del Almanzora
- Torre de la Atalaya.[39]
- Iglesia de la Encarnación (siglo XVIII)

#### Castillo del Marqués de los Vélez

Interior del Castillo.

El castillo del marqués de los Vélez, símbolo de Cuevas del Almanzora, es un palacio fortaleza de estilo gótico mandado construir por Pedro Fajardo en el siglo XVI, primer marqués de los Vélez, y restaurado posteriormente en los siglos XVIII y XX. Se encuentra situado en lo alto de una colina, dominando la población, y se conserva en muy buen estado. Todo el conjunto está formado por el palacio del marqués, el anfiteatro, el patio empedrado y la Torre del Homenaje, además de varias dependencias entre las que merecen especial mención el Museo Antonio Manuel Campoy y la Casa de la Tercia, la Sala Goya y el Museo Arqueológico. La Casa de la Tercia forma parte de las dependencias del castillo del marqués de los Vélez. Fue levantada en el siglo XVIII, en estilo neoclásico, y en la actualidad recientemente restaurada acoge en su interior el Archivo Histórico Municipal, la Biblioteca y el Museo Arqueológico.

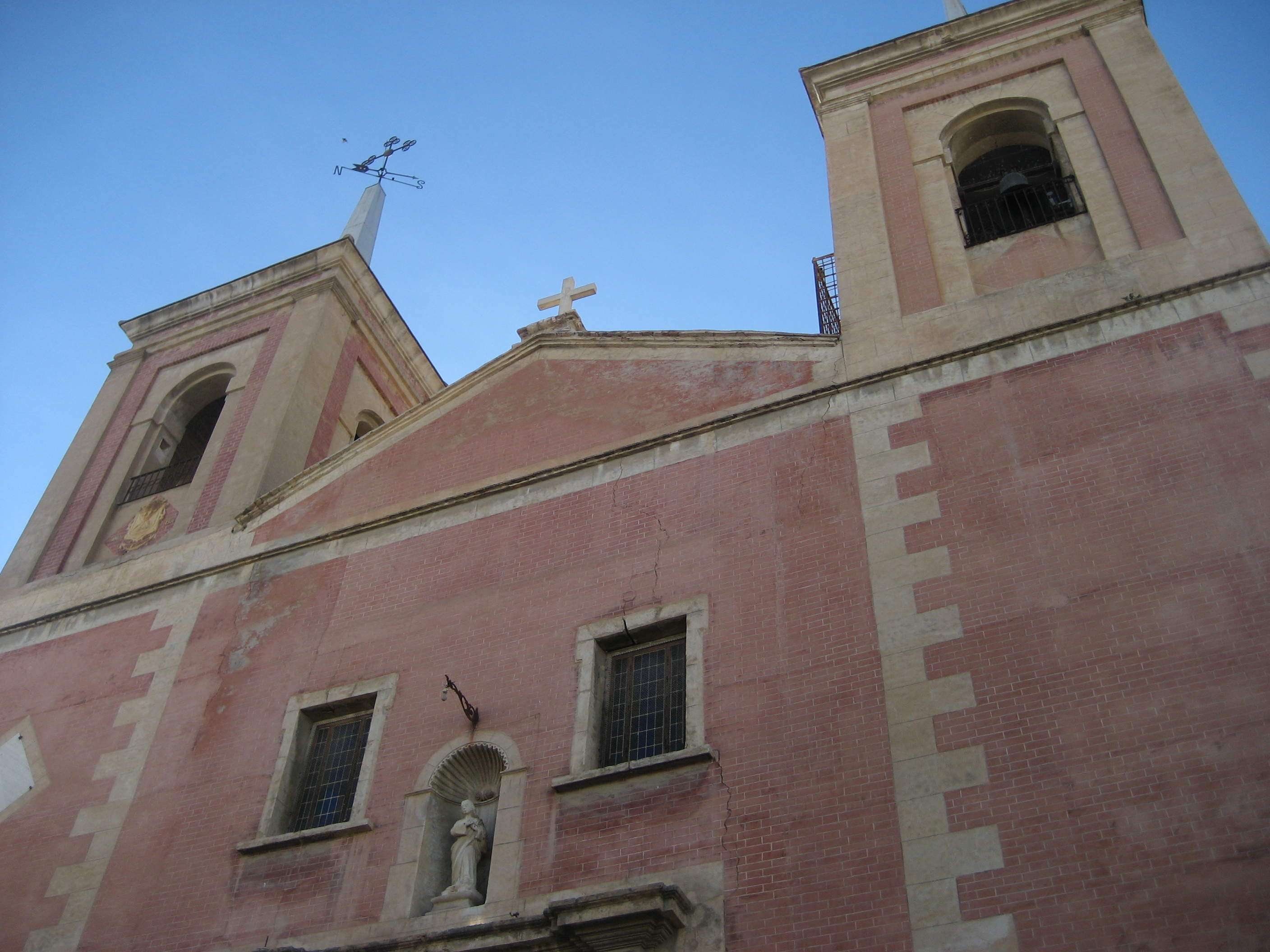
Iglesia Ntra. Sra. de la Encarnación, en Cuevas del Almanzora.

### Yacimientos arqueológicos
- Yacimiento arqueológico de Baria (Villaricos): ocupado desde el siglo VIII a. C. y durante 14 siglos por los pueblos fenicios, griegos, cartagineses, romanos, visigodos, bizantinos y pueblos islámicos.
- Yacimiento arqueológico de Fuente Álamo: yacimiento arqueológico de la cultura argárica.[40]
- Yacimiento de El Oficio: perteneciente a la cultura argárica.
- Yacimiento de Almizaraque en Las Herrerías: yacimiento arqueológico de la cultura argárica.
- Cueva de la Zájara I y II: con importantes restos pertenecientes a los períodos Musteriense del Paleolítico y al Paleolítico Superior

### Patrimonio artístico religioso
- Iglesia de Nuestra Señora de la Encarnación (siglo XVIII): declarada Monumento Histórico Artístico Nacional en 1983 y Capilla del Carmen (siglo XIX).
- Convento de San Antonio Abad (siglo XVII): conocido como Hospital de San Antón por haber sido durante varios siglos hospital de beneficencia.
- Convento de San Francisco (siglo XVII): fue fundado por el patrocinio del marqués don Fernando Fajardo y de su madre, doña Mariana de Toledo. El comienzo de su construcción fue en 1651, aunque la primera comunidad de frailes franciscanos estuvo viviendo durante un año en la ermita de San Diego.
- Iglesia de San Sebastián (siglo XVIII)
- Ermita de San Diego (siglo XVI-XVII)

### Arquitectura y edificaciones minero metalúrgicas delsigloXIX

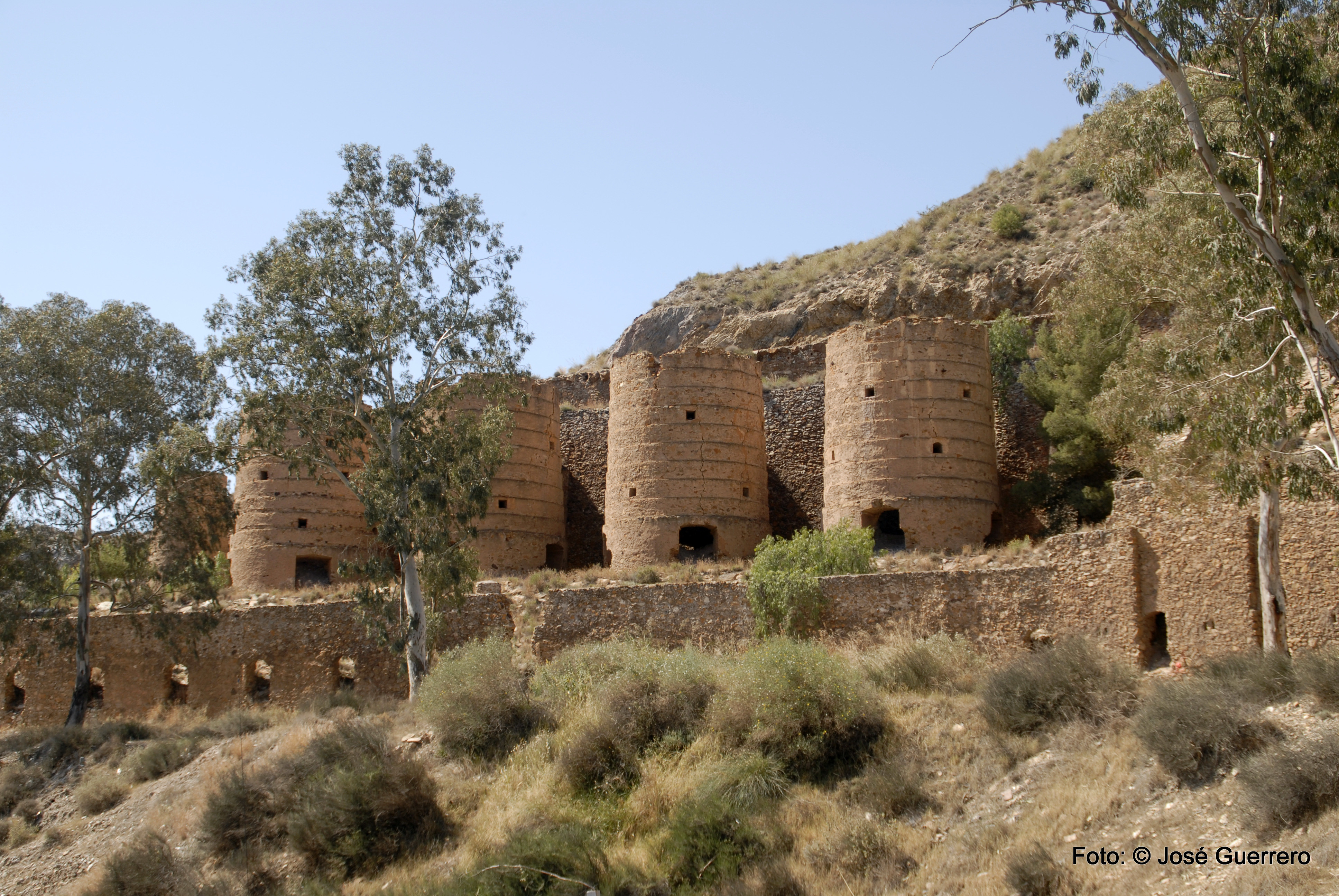
Mina de Los Tres Pacos en Sierra de Almagro

Datan de la época de esplendor de la minería, metalurgia y comercio de los minerales de plomo, plata y hierro en Cuevas del Almanzora:
- Casas burguesas: Alcázar de la Sultana (vivienda de invierno del poeta Álvarez de Sotomayor), Palacete de los Figuera (museo Sotomayor), Palacete de los Grano de Oro, Palacete de los Soler, Palacete de los Toledo o Felipe II, Palacete Torcuato Soler Bolea (actual Ayuntamiento), Palacete García Alix o Villa Anita, Cortijo Grande de Almizaraque (residencia de Luis Siret).
- Edificaciones civiles: Cámara Agraria, Casa Consistorial.
- Minas: vestigios del coto minero del barranco del Jaroso, coto minero de Las Herrerías, Mina de los Tres Pacos, Máquina de Vapor Fija de Extracción de mineral, que es la más antigua de España (1873), poblado minero de El Arteal y Pozo Alianza (Las Herrerías)
- Infraestructuras de transporte: cargadero de Cala de las Conchas, ferrocarril minero Herrerías-Villaricos, ferrocarril minero barranco Jaroso-cala de las Conchas
- Conjunto de Fábricas de Función del Levante Almeriense: Fundiciones: San Francisco Javier o Huelin (Palomares), Fábrica Nueva, Fundición Dolores, Fundición la Invencible, Fundición Purísima Concepción, Fundición el Tarahal, Fundición San Francisco, Fundición Encarnación del Tomillar

### Museos
- Museo de Arte Contemporáneo Antonio Manuel Campoy: situado en castillo de Cuevas del Almanzora y consta de diversas colecciones, entre las que destaca la de pintura, con unas 400 obras de autores contemporáneos tan significativos como Picasso, Solana, Miró, Pedro Bueno, Tapies, Revello de Toro, Vela Zanetti, Cristóbal Toral, Matias Quetglas, César Manrique, Barceló, Benjamín Palencia, Álvaro Delgado, Lapayese, Clavé o Redondela.
- Sala Goya del Castillo de Cuevas: exposición permanente de dos carpetas de grabados de Goya, Los disparates o Proverbios y La Tauromaquia.
- Cueva-Museo: Esta cueva representa la forma de vida de las cuevas de mediados del siglo XX, pero con todos los utensilios significativos.
- Museo Sotomayor: ubicado en la Casa Figueras, está formado por cuatro salas de exposición permanente en las que se recrea el ambiente de trabajo del poeta, con mobiliario de su propio despacho, comedor, dormitorio, y biblioteca. Se exponen también más de 200 obras literarias de los siglos XVIII y XIX, que componía la biblioteca personal de Sotomayor, y una serie de imágenes, grabados y cuadros del poeta.
- Museo Arqueológico: situado en el castillo de Cuevas, se trata de un museo sobre el yacimiento argárico de Fuente Álamo. El recorrido por las salas interpreta el territorio, el poblado, la vida y la muerte de los habitantes de este lugar, que ocuparon estas tierras durante más de 600 años (desde hace 4000 años hasta hace 3300).

### Otros lugares de interés
- Cuevas del Calguerín: se trata de un numeroso conjunto de casas-cueva, pobladas desde al-Ándalus hasta la actualidad.
- Castillo de Villaricos (siglo XVIII)
- Molino de Agua de El Tarahal: el único de esta naturaleza que queda en el Levante Almeriense y que aún funciona.

### Patrimonio cultural inmaterial
- Carnaval. Uno de los eventos festivos más importantes de la provincia. En él participan peñas como La Década de los 80, Tombuctú, Las Indecisas, Las Minis, Top G, la mini peña o Música y cobetes y el tradicional Entierro de la Sardina.
- Día de la vieja (tiene lugar el jueves más cercano a la mitad de la Cuaresma).
- San Juan (24 de junio).
- Nuestra Señora del Carmen (15 de julio).
- Fiestas patronales en honor a San Diego de Alcalá (13 de noviembre).

#### Semana Santa de Cuevas del Almanzora
Destaca dentro de las celebraciones de la Semana Santa por ser Fiesta de Interés Turístico Andaluz. Cuenta con las siguientes hermandades:
- El Paso Morado: titulares Padre Jesús Nazareno, Cristo atado a la Columna, Cristo Crucificado, Oración en el Huerto y Virgen de la Estrella

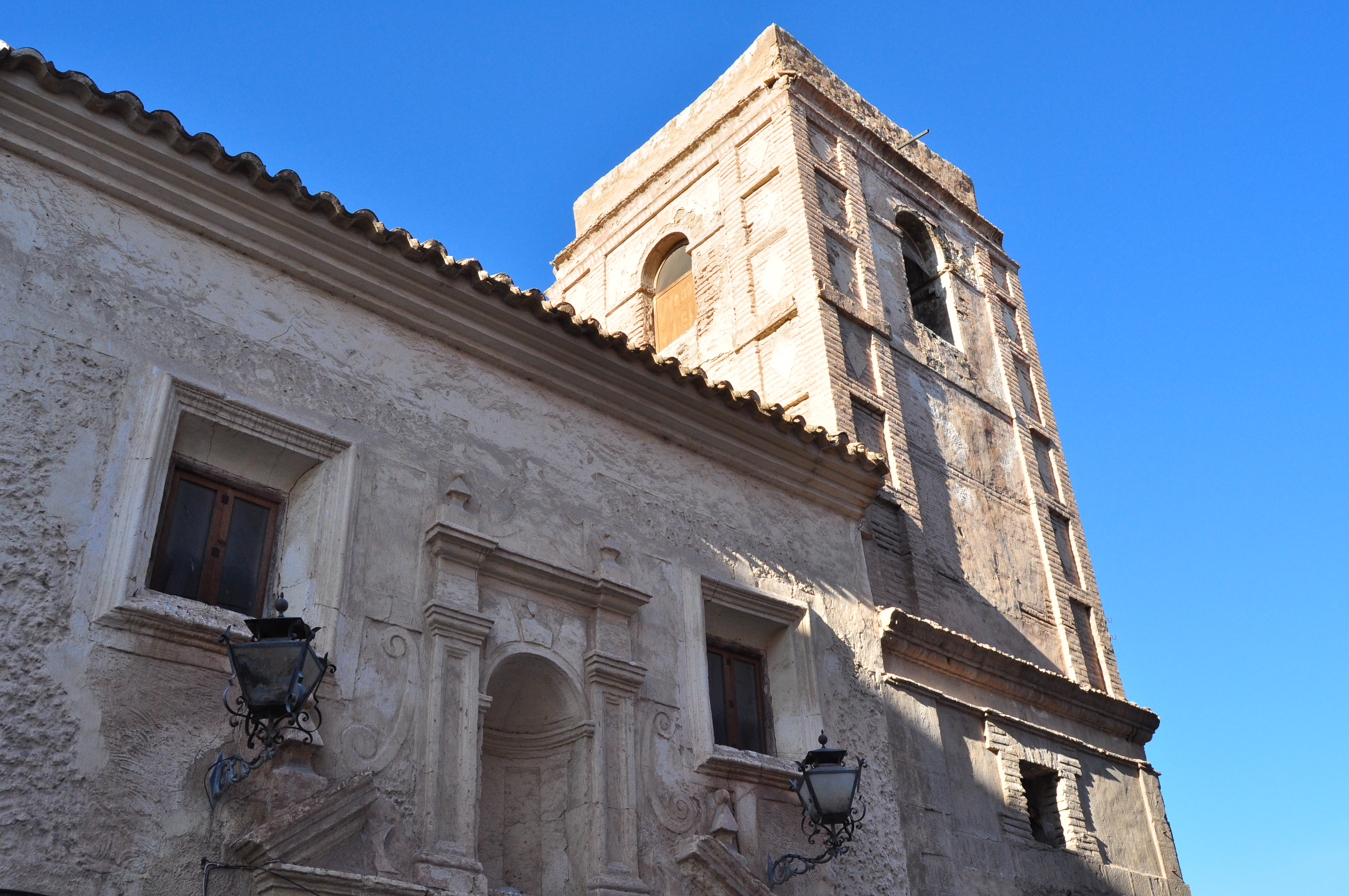
Vista de la Iglesia de San Sebastián, en Cuevas de Almanzora.

- Paso Negro: titulares Virgen de los Dolores, Virgen del Primer Dolor, María arrodillada al pie del Cristo del Consuelo y Jesús y la Samaritana.
- Paso Blanco: titulares San Juan Evangelista, Virgen de la Esperanza Macarena, Cristo de la Salud y la Santa Mujer Verónica y Santa María Magdalena.
- Paso Azul: titulares Virgen de las Angustias, El Calvario y Cristo de la Agonía y la Dolorosa.
- Hermandad de la Virgen de la soledad y el resucitado: titulares Virgen de la Soledad y Jesús Resucitado.
- Hermandad del Santo Entierro: titulares Santo Entierro.
- Hermandad del Cristo del Perdón: titulares Cristo del Perdón.

### Festival Dreambeach Villaricos

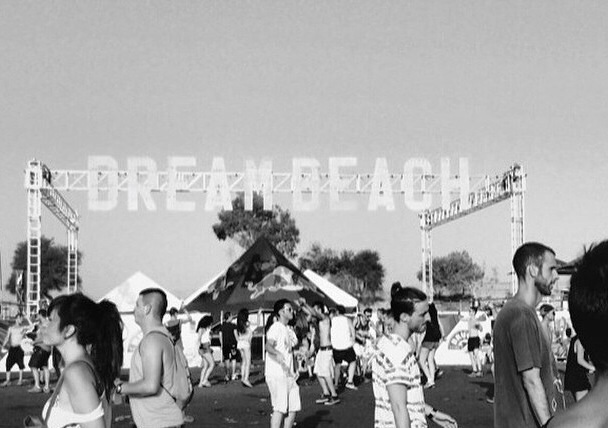
Dreambeach Villaricos (2014)

El festival Dreambeach Villaricos se celebra desde 2012 y está considerado uno de los máyores eventos de música electrónica de España.

### Certámenes Musicales
- Certamen Nacional de Habaneras y Polifonía de Villaricos el mes de julio.
- Certamen Trovero Minas de Sierra Almagrera de Los Lobos el mes de agosto.

## Deporte

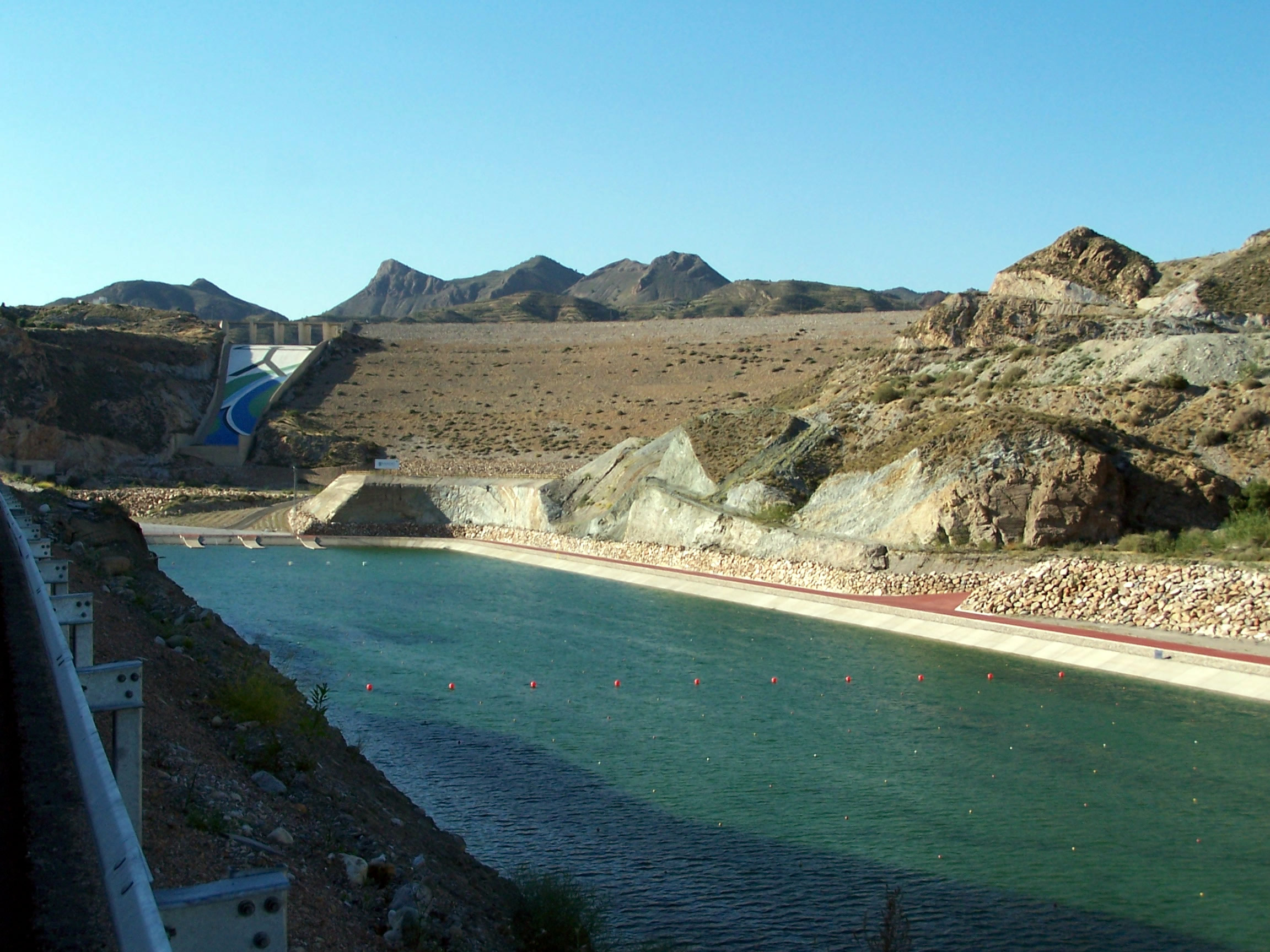
Canal de remo y embalse de Cuevas del Almanzora al fondo.

- Canal de remo y embalse de Cuevas del Almanzora al fondo.Desert Springs Resort y Club de Golf: Inspirado en los famosos campos desérticos de Arizona y California, inundado con miles de cactus, enormes zonas de flores y rocas, arroyos y ríos secos. Inaugurado en 2001, es un campo de golf de 18 hoyos diseñado por Peter McEvoy OBE.[42]
- El canal de remo y piragüismo Cuevas del Almanzora: albergó las pruebas de remo y piragüismo en los XV Juegos Mediterráneos de Almería 2005.
- Puertos deportivos y pesqueros de La Balsa y La Esperanza en Villaricos.[43]
- Raid todoterreno Baja Almanzora en el mes de abril, organizado por el Moto Club Almizara de Cuevas del Almanzora y la Escudería Andinas Racing de Huércal-Overa, desde 2006. Transcurre por varios pueblos de la comarca.
- RFME Campeonato de España de Supercross. Circuito Rincón de Bonil organizado por el Moto Club Baja Almanzora.[44]
- Torneos del Circuito Provincial de Petanca. Organizado por la Delegación Almeriense de Petanca y Club Petanca Cuevas. Mes de octubre.[45]
- Cuevas C.F.
- MASA C.F.